# Kevin Vázquez
Kevin Vázquez Comesaña (Nigrán, 23 marzo 1993) è un calciatore spagnolo, difensore dello Sporting Gijón.

## Caratteristiche tecniche
È un terzino destro.

## Carriera
Cresciuto nel settore giovanile del Celta Vigo, ha esordito con la seconda squadra all'età di 16 anni subentrando ad Álex López in occasione dell'incontro di Segunda División B perso 3-2 contro l'Eibar.
Promosso in prima squadra a partire dalla stagione 2018-2019, ha debuttato nella Liga il 26 novembre 2018 in occasione del match perso 2-1 contro il Real Sociedad.